# Amblyosyllis madeirensis
Amblyosyllis madeirensis är en ringmaskart som beskrevs av Langerhans 1879. Amblyosyllis madeirensis ingår i släktet Amblyosyllis och familjen Syllidae. Inga underarter finns listade i Catalogue of Life.